# Jaszacsnaja
A Jaszacsnaja (oroszul: Ясачная, jakut elnevezése: Gyahaak [Дьахаак]) folyó Oroszország ázsiai részén, a Magadani területen és Jakutföldön; a Kolima bal oldali mellékfolyója.
Az elnevezés a türk eredetű, oroszok által átvett jaszak (ясак) szó melléknévi alakjából származik. Az Orosz Birodalomban a szibériai őslakosság adóját nevezték jaszaknak, melyet többnyire prémben (cobolyprémben) szolgáltattak.

## Földrajz
Hossza: 441 km (a jobb forrásággal együtt 490 km), vízgyűjtő területe: 35 900 km², évi közepes vízhozama (a torkolattól 80 km-re): 329 m³/s.
A Cserszkij-hegylánc keleti nyúlványain 850–900 m magasságban eredő két forráság: a Bal- és a Jobb-Jaszacsnaja egyesülésével, a Magadani területen keletkezik. A kezdetén szurdokokban kanyargó folyó rövidesen kiér a hegyek közül és a Kolima-alföld déli részén, Jakutföldön végig észak felé tart. Az alföldön egyre kanyargósabb, sok mellékágra szakadozik, alsó folyásán medre 300–400 m-re, ártere 8 km-re szélesedik. Az utolsó 60 km-es szakaszán a Kolima völgyével párhuzamosan folyik, Zirjanka járási székhelynél ömlik a Kolimába. Októberben befagy és június elején szabadul fel a jég alól.
Jelentősebb mellékfolyói a nyugatabbra húzódó hegyekből érkeznek. Közülük legnagyobb az Omuljovka (410 km) és a Rasszoha (254 km).